# 大豊町立大豊学園
大豊町立大豊学園（おおとよちょうりつおおとよがくえん）は、高知県長岡郡大豊町にある町立の義務教育学校。

## 概要
大豊町にある唯一の公立学校である。

## 沿革

### 略歴
- 2022年、 大豊町立おおとよ小学校と大豊町立大豊町中学校との統合により開校した。

### 年表
- 2022年（令和4年）
  - 4月1日 - 開校[1][2]。
  - 4月6日 - 開校式（午前）・着任式・始業式・ステージ進級式（午後）挙行。入学式準備作業。
  - 4月7日 - 第1回入学式挙行。
  - 9月21日 - 第1回運動会開催。
- 2023年（令和5年）3月14日 - 第1回卒業式挙行。

## 教育方針

### 教育目標
一人一人の可能性を伸ばし自己と未来を創造する力を育む

### 育てたい児童・生徒像
- 自ら学び考え行動できる児童・生徒
- 何事にも挑戦し、あきらめずに最後までやり遂げる児童・生徒
- 他者を思いやることができる児童・生徒
- 豊かなコミュニケーション力を身につけ新たな価値を創造できる児童・生徒
- 他者と協働し社会に貢献できる児童・生徒

## 通学区域
- 大豊町全域

## 部活動
当校の部活動は以下のとおり
- 剣道部
- バドミントン部
- 吹奏楽部

## 学校周辺
- 医療法人大博悠会大杉中央病院 - 敷地が隣接
- 穴内川
- 国道32号線
- 高知県警高知東警察署杉駐在所
- ファミリーマート大豊店
- 嶺北森林管理署大豊森林事務所
- 大豊町立大杉保育所 - 進学前保育所
  - 大豊町地域子育て支援センター「よちよち」 - 大杉保育所内
- 大豊郵便局
- 八坂神社
  - 杉の大スギ
- 道の駅大杉
- ゆとりすとパークおおとよ

## アクセス
- 嶺北観光自動車「大杉駅〜医大線」で、「大杉学校前」停留所下車後、穴内川を跨ぐ歩道橋経由で、
  - 元山・田井方面行のりばから、徒歩約265m・約4分。
  - 領石・医大病院方面行のりばから、徒歩約400m・約6分。
    - なお、学校敷地から田井行バス停まで、直線距離で約200mほどだが、田井行のりば付近に横断歩道がなく、杉駐在所付近の横断歩道に廻る必要があるため、約2倍の距離となる。
- JR土讃線大杉駅から、徒歩約960m・約15分（国道32号線と穴内川を跨ぐ歩道橋経由）。